# 賴希勒山

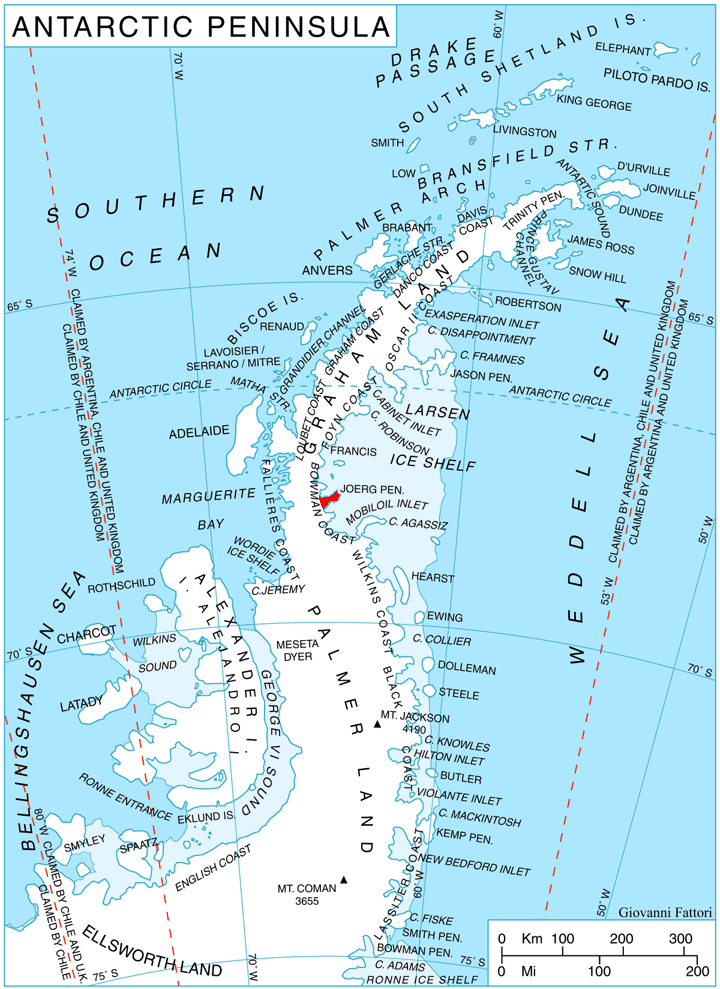

賴希勒山（英語：Reichle Mesa），是南極洲的山峰，位於葛拉漢地的鮑曼海岸，長6公里，海拔高度1,160米，處於焦格半島，以美國研究隊的生物學家命名，現時由南極條約體系管理。
68°9′S 65°3′W / 68.150°S 65.050°W